# آلمرکس
آلمرکس (به اسپانیایی: Almorox) یک شهرستان در اسپانیا است که در استان تولدو واقع شده‌است.

## خصوصیات
آلمرکس ۶۵ کیلومترمربع مساحت و ۲٬۳۷۱ نفر جمعیت دارد و ۵۳۳ متر بالاتر از سطح دریا واقع شده‌است.